# Галя Мороз
Га́ля Моро́з (справжнє ім'я — Олена, 9 березня 1909, м. Тернопіль — 1931, м. Відень, Австрія) — українська діячка молодіжного і національно-визвольного руху. Членкиня Організації українських націоналістів.

## Біографія
Закінчила гімназію «Рідної школи» у м. Тернополі. Сприяла діяльності Пласту в Тернополі (1930), курінна 32-го куреня УПЮ ім. Олени Пчілки, провідниця першого дівочого куреня УСП «Дністрянки». Одержала почесний ступінь пластунки-вірлиці. Організувала водний табір у Монастирці над Дністром спільно із пластунами з Рогатина.
Під час свого навчання у музичних залах Відня створила дівочий Пласт, таким чином поширивши діяльність організації в Австрії. Працювала в організації робітничої молоді при товаристві «Родина».
Померла у Відні 1931 року від удару в мозок (апоплексії). Похована на кладовищі «Централь Фрідгоф».

## Вшанування пам'яті
З 22 січня 1999 року в Тернополі діє пластовий дівочий курінь ч. 60 ім. Галі Мороз (засновниці Н. Панчук, Н. Юзик та З. Погоріла).